# Encarnación Rosa Guaglianone
Encarnación Rosa Guaglianone (1932-2014 ) fue una botánica argentina. Trabajó como científica del "Consejo Nacional de Investigaciones Científicas y Técnicas" (CONICET), en el Instituto de Botánica Darwinion, situado en San Isidro (Buenos Aires), Argentina.
Comenzó a trabajar en el Instituto Darwinion en 1967 bajo la dirección de Arturo Burkart.. En 1977 ingresa a la Carrera del Investigador del CONICET bajo la categoría de Investigador Independiente.
Rosa realizó importantes estancias de investigación en el exterior. En el año 1977 fue galardonada con una Beca de la Comisión Fulbright para llevar a cabo el “Estudio monográfico del género Rhynchospora (Cyperaceae) en la Argentina” en el New York Botanical Garden, Estados Unidos, y en 1993 viajó al Royal Botanic Gardens (Kew) de Londres, Inglaterra, para continuar con su proyecto de tipificación de Cyperaceae, Smilacaceae y Phytolaccaceae de la Argentina, desarrollando su trabajo en los Herbarios del British Museum y de la Linnaean Society.
Se ha concentrado particularmente en las familias de las aliáceas (actualmente alióideas), asparagáceas, hiacintáceas, ciperáceas y fitolacáceas, en las que ha conducido estudios biosistemáticos.

## Algunas publicaciones
Sus trabajos publicados más importantes incluyen estudios en los géneros de ciperáceas Rhynchospora, Eleocharis y Carex. Además, ha coordinado la sección de ciperáceas de la Flora del Cono Sur (2008).
Algunos de sus trabajos son:
- Cyperaceae. Plantas hidrófilas de la Isla Martín García (Buenos Aires, República Argentina). pp. 70 - 96. 1996.
- Phytolacca rivinoides (Phytolaccaceae). Darwiniana 34 (1-4):399-401. 1996.
- The Southamerican genus Oziroe (Hyacinthaceae-Oziroeoideae). Darwiniana
- Identidad de dos especies de Rhynchospora (Cyperaceae) de Sud América: R. rostrata y R. organensis
- Contribución al estudio del género Rhynchospora (Cyperaceae) V. Sección Longirostres en América austral
- A new Brazilian species of Rhynchospora (Cyperaceae)

- La abreviatura «Guagl.» se emplea para indicar a Encarnación Rosa Guaglianone como autoridad en la descripción y clasificación científica de los vegetales.[7]